# 합계잔액시산표
합계잔액시산표(合計殘額試算表, total trial balance)란 회계상의 일정 기간 동안 발생한 모든 계정과목의 합계와 잔액을 나타낸 시산표 형식의 문서이다.

## 같이 보기
- 시산표